# Snegulka Detoni
Snegulka Detoni (de Toni) Moljk, slovenska fizičarka in kemičarka, * 22. maj 1921, Begunje pri Cerknici, † 14. januar 2016, Ljubljana.
Detonijeva se je strokovno posvečala predvsem raziskavam vodikove vezi. Bila je prva ženska raziskovalka na področju fizike na Univerzi v Ljubljani.

## Življenje
Rodila se je na Notranjskem premožnim staršem in se šolala v Ljubljani. Po maturi je vpisala študij na Kemijskem inštitutu Tehniške fakultete in ga zaključila leta 1944 kot prva diplomantka profesorja Antona Peterlina s tezo o optičnih značilnostih škrobovih raztopin. Nato se je zaposlila na Bakteriološkem inštitutu Medicinske fakultete, naslednje leto pa je postala mentorjeva asistentka na Oddelku za fiziko Tehniške fakultete.
Leta 1954 je odšla na Katedro za strukturno kemijo in se pod mentorstvom Dušana Hadžija lotila strukture sulfinskih kislin ter na to temo zagovarjala doktorsko disertacijo leta 1956. Naslednje leto je sodelovala pri organizaciji mednarodnega simpozija o vodikovi vezi, ki se ga je udeležil tudi nobelovec Linus Pauling. Ta ji je ponudil štipendijo za enoletni raziskovalni obisk v njegovem laboratoriju na Kalifornijskem tehnološkem inštitutu, vendar ji v naslednjih štirih letih ni uspelo dobiti jugoslovanskega vizuma za pot v ZDA. Namesto tega je leta 1958 odšla na osemmesečno izpopolnjevanje na Univerzo v Københavnu s štipendijo danske vlade. V skupini Børgeja Baka je raziskovala kemijske spojine s tehnikami mikrovalovne in infrardeče spektroskopije ter objavila več člankov.
Po vrnitvi v Ljubljano je eno leto nadomeščala Hadžija, ki je odšel na študijski obisk v ZDA. V tem času je sodelovala s skupino Roberta Blinca na Institutu "Jožef Stefan" pri raziskavah feroelektrikov z vodikovimi vezmi, za to delo so leta 1961 skupaj prejeli Kidričevo nagrado. Tudi v nadaljnjih letih se je ukvarjala z infrardečo in ramansko spektroskopijo organskih molekul.
Od leta 1976 je podiplomskim študentom predavala spektroskopijo in rentgensko analizo polimerov. Leta 1979 je prejela habilitacijo za predavateljico in bila leta 1980 izvoljena za izredno profesorico. Konec tega leta se je upokojila.
V prostem času se je ukvarjala z jadralnim letalstvom. V klubu na Blokah je opravila izpit za jadralno pilotko, kot ena redkih žensk tistega časa.